# Santiago Niltepec
Santiago Niltepec es una localidad del estado mexicano de Oaxaca. Es cabecera del municipio de Santiago Niltepec.

## Etimología
Niltepec según en latín: Niu-tepeque "Cero del Añil".

## Historia
Según se cree, este municipio cuenta con dos teorías sobre su fundación; 
La primera, que se fundó a tres leguas al sur en Punto Pueblo Viejo y que era poblado por el grupo étnico zoque provenientes de Chiapas. Su primer nombre fue "Mextepec" después "Neotepeque" más tarde "Niltepeque" y hoy Niltepec. 
La segunda teoría plantea que Niltepec se fundó en el año de 1713, por mulatos e indios.
- 1825: Santiago Niltepec pertenece al partido de Tehuantepec.
- 1844: Santiago Niltepec es poblado de la parroquia de Zanatepec, subprefectura de Juchitán, distrito de Tehuantepec.
- 1858: Santiago Niltepec pertenece al distrito de Juchitán, de acuerdo al decreto número 2 de fecha 23 de marzo.
- 1891: Santiago Niltepec es ayuntamiento del distrito de Juchitán, de acuerdo a la División Política, Judicial, Municipal y Estadística del Estado Libre y Soberano de Oaxaca de fecha 23 de octubre.

## Demografía
| Censo | Población |
| ----- | --------- |
| 1900  | 1613      |
| 1910  | 1382      |
| 1921  | 1585      |
| 1930  | 1605      |
| 1940  | 1829      |
| 1950  | 2282      |
| 1960  | 2713      |
| 1970  | 3035      |
| 1980  | 2861      |
| 1990  | 3477      |
| 1995  | 3418      |
| 2000  | 3120      |
| 2005  | 2896      |
| 2010  | 3173      |
| 2020  | 3218      |